# 沃爾德倫鎮區 (密蘇里州普拉特縣)
沃爾德倫鎮區（英語：Waldron Township）是位於美國密蘇里州普拉特縣的一個行政鎮區。

## 地方資料
沃爾德倫鎮區的面積為59.82平方千米，當中陸地面積為57.36平方千米，而水域面積為2.47平方千米。根據2020年美國人口普查的數據，當地共有人口1261人，而人口密度為每平方千米21.08人。